# Taipu
Taipu este un oraș în Rio Grande do Norte (RN), Brazilia.